# Hekurudha Shqiptare
Hekurudha Shqiptare Sh.a., in acronimo HSH, è un'azienda statale albanese, interamente controllata dal Ministero delle finanze, che gestisce la rete ferroviaria dell'Albania. Fa parte dell'Union internationale des chemins de fer (UIC), dell'International Rail Transport Committee (CIT) e del South-east Europe Railways Group (SERG).

## Storia

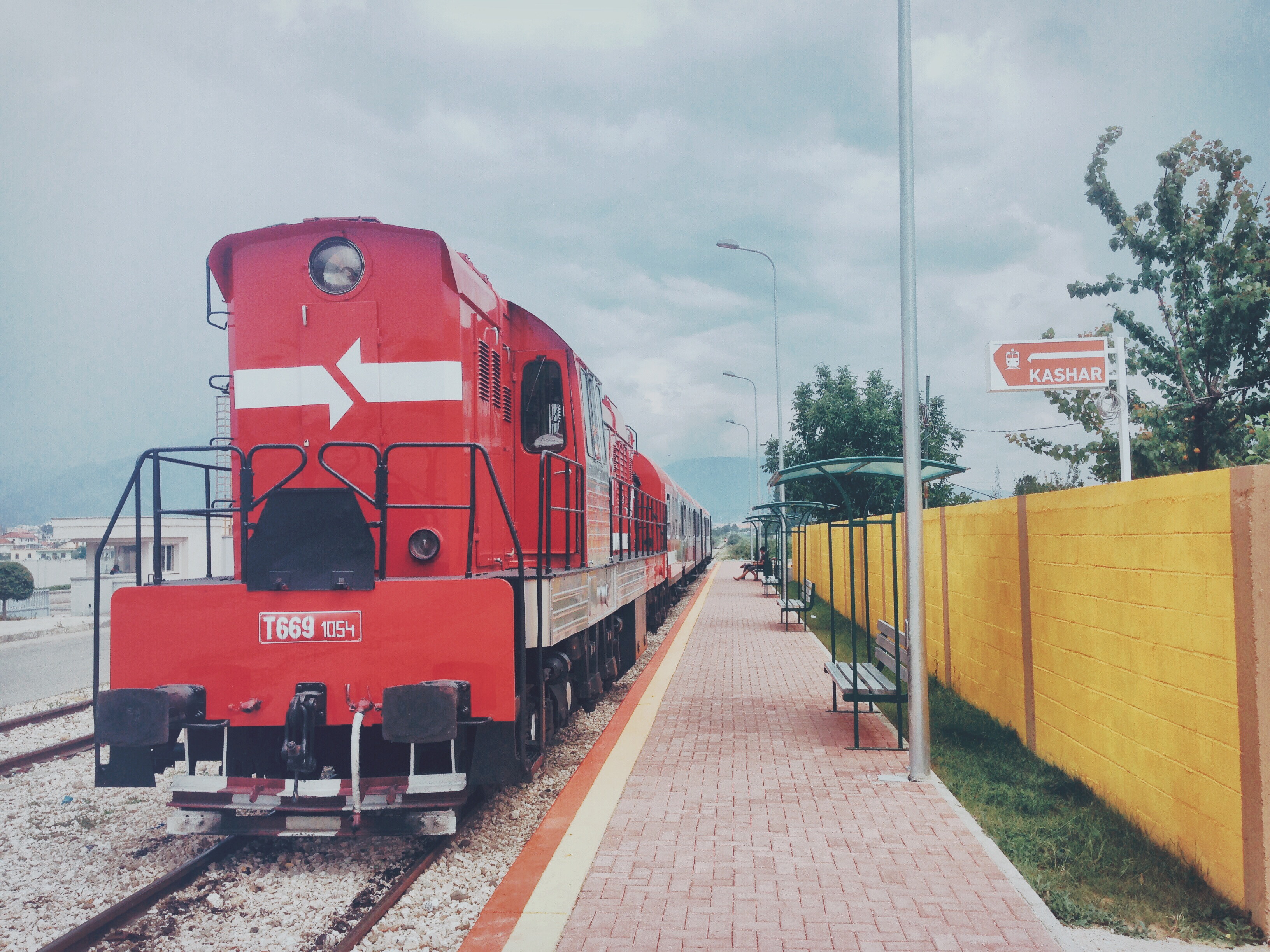
Treno di HSH

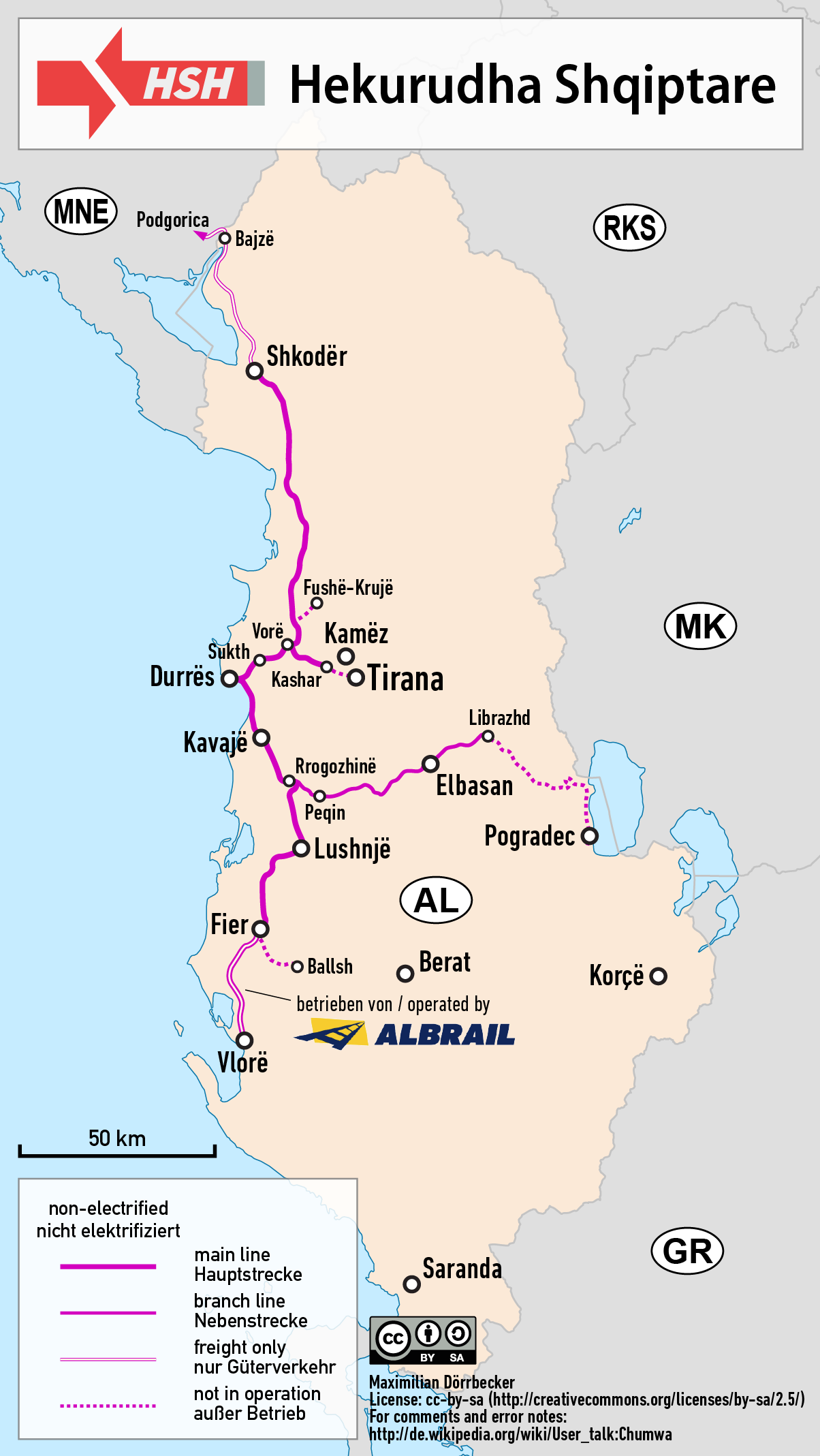

La ferrovia arrivò in Albania molto tardi, con oltre un secolo di ritardo rispetto alla maggior parte dei paesi europei.
A partire dal 1890 l'Albania fu interessata dalla realizzazione di alcune linee a scartamento ridotto a uso minerario e da alcune tratte costruite tra il 1917 e il 1930 principalmente per fini militari. In questo contesto, il Genio Ferrovieri italiano realizzò a partire dal 1914 due linee a scartamento ridotto di estensione pari a circa 30 km, con origine presso il porto di Valona.
La costruzione di una rete commerciale cominciò solo nel 1946, con l'inaugurazione della Durazzo-Peqin, aperta nel novembre dell'anno successivo.
La costruzione delle linee ebbe il suo primo spunto durante il periodo comunista, che spinse molto sulle potenzialità di questo mezzo di trasporto rendendolo di fatto il principale metodo per gli spostamenti, imponendo il veto al possesso delle automobili e con la limitazione per legge degli spostamenti via autobus o autocarro superiori agli 11 km.
La rete ferroviaria era praticamente isolata dalle altre reti europee, a cui si collegava solo attraverso una tratta merci attraverso il Montenegro con stazione di confine Hani Hotit, che permetteva il collegamento con la rete dell'URSS dove venivano mandate le materie prime e i minerali estratti sul territorio, principalmente cromo, nickel e fosfati. La trazione era principalmente a vapore, affiancata a partire dal giugno 1957 da mezzi diesel. La ferrovia si snoda su terreni aspri, con pendenze fino al 18 °/00 nella tratta tra Elbasan e Prenjas aperta nel luglio 1973.
Nel 1986 venne aperto un secondo collegamento internazionale con Scutari, e con la Jugoslavia, affiancato l'anno successivo da un secondo collegamento con Coriza esteso nel 1996 per altri tre km fino al confine con la Macedonia, dove si unì con una tratta da 50 km di raccordo con la rete macedone.
Verso sud la ferrovia si estendeva fino a Valona, mentre a est sfiorava il confine con la Macedonia presso Pogradec, estendendosi fino a raggiungere i 677 km di lunghezza complessiva e impiegando oltre 9000 dipendenti. Nonostante la grande importanza strategica di questo collegamento ferroviario, la manutenzione era spesso trascurata e gli investimenti insufficienti a mantenere il sistema in condizioni operative.
Nel 1990 lo stato si trovò di fronte ad un bivio: investire capitali enormi per riportare in funzione le linee e le apparecchiature, o dismettere il servizio ormai sostituibile dal boom del trasporto su gomma liberalizzato. 
La prima scelta venne attentamente considerata, dato anche il fatto che l'industria estrattiva era in ginocchio avendo perso il suo principale cliente, l'impero sovietico, e quindi il traffico pesante si era sensibilmente ridotto.
La povertà diffusa aveva spinto alcuni a rubare i cavi in rame delle linee e dei telefoni di emergenza, e le linee erano così malridotte che nel gennaio del 1992 lo stato si vide costretto a chiudere totalmente i servizi residui a tempo indefinito.
L'operazione di rivitalizzazione venne affidata sempre nel 1992 ad un giovane ingegnere e manager, Ferdinand Xhaferri, all'epoca nemmeno trentenne, nominato direttore generale.
Xhaferri quasi dimezzò in poco tempo il numero di dipendenti, arrivando nel 1993 a soli 5200 dipendenti. Con investimenti oculati riuscì non solo a riportare ad uno stato operativo le ferrovie entro la fine del 1992, ma anche a riguadagnare buoni standard di puntualità.
Affidò ad una compagnia di consulenza indipendente, la irlandese CIE Consult uno studio obiettivo e ad ampio raggio su come ridare forza alla compagnia: il risultato fu la scelta di cambiare nettamente l'impostazione del business, trasformando la vecchia struttura di stampo industriale in una moderna rete per traffico passeggeri.
Nel 1993 il servizio arrivò a trasportare 4.000.000 di passeggeri (un terzo rispetto ai 12 milioni del 1980, periodo di picco operativo), per 223 milioni di passeggeri x km. Un netto miglioramento rispetto ai 2,8 milioni di passeggeri e circa 180 milioni di passeggeri x km dell'anno precedente, il picco negativo. Già nel 1994 la compagnia operava con successo 40 relazioni ferroviarie stabili.
Con l'aumento del traffico passeggeri si è assistito al netto declino del traffico merci, passato da 8 milioni di tonnellate/anno del 1980 a circa 500.000 tonnellate del 1994. Questo sacrificio è stato necessario per riportare il servizio a standard di efficienza sufficienti sfruttando i più redditizi traffici passeggeri, ma la compagnia intende riportare in efficienza anche il settore merci nel prossimo futuro.
Nel 1997, anche grazie a cospicui investimenti italiani, è stata rafforzata la linea tra Tirana e il porto di Durazzo, portando la velocità massima a 80 km/h e migliorando i sistemi di comunicazione e sicurezza, portando la percorrenza dei 36 km a circa 30 minuti.
A partire dal marzo 2005 l'accesso alla rete ferroviaria è stato aperto anche ad altri operatori, oltre alla compagnia statale, in una liberalizzazione del mercato simile a quella applicata nell'Unione europea con la Direttiva 440/91/CEE.
Oggi le HSH mirano a diventare parte del Corridoio 8, il corridoio ferroviario europeo destinato ad attraversare i territori balcanici.

## Materiale rotabile
La società gestiva nel 1995 61 locomotive diesel T669.1 di produzione ceca da 1.350 cavalli, più altre 10 locomotive di manovra di cui una sola funzionante. A queste si affiancavano 117 carrozze, delle quali 63 acquisite dalle Ferrovie dello Stato italiane di tipo UIC-X, più 2100 carri per la maggior parte inutilizzabili.
Tutti i veicoli sono di seconda mano, ottenuti dalle Deutsche Bahn, dalle Ferrovie dello Stato italiane, dalla ÖBB o dalla PKP.

## Le tratte
La rete si compone di 447 km di linee principali e 230 km di linee secondarie, con scartamento normale da 1.435 mm interamente a singolo binario e senza tratte elettrificate.
La precedenza dei treni è possibile solo in alcuni punti in cui esiste un raddoppio con scambi o in una delle stazioni principali.
Le tratte sono armate con binari di tipo S-49 e P-43, rispettivamente da 49.43 kg/m e 44.61 kg/m, più alcune tratte più vecchie con armamento da 38 kg/m (binari medio-leggeri, quindi). Le rotaie sono assemblate con elementi corti, da 12 o 24 metri di lunghezza, con traversine in principalmente in legno o, in misura minore, cemento.
Il raggio minimo di curvatura è di 500 metri per le linee principali, 300 per quelle montane, e le pendenze massime oscillano tra il 9 e il 18 °/00.
La velocità massima consentita è di 80 km/h ma una buona parte delle linee sono ancora classificate per 60 km/h. Il carico per asse ammesso è di 20-24 tonnellate per asse (a seconda del tipo di armamento) e il limite per metro lineare è di 8 tonnellate.

## Risultati economici
Nonostante la transizione verso una economia di mercato, al 1995 gli introiti non coprivano più del 30% dei costi. I rimanenti costi venivano coperti da finanziamenti statali a fondo perduto o da sovvenzioni da parte di enti locali.